# Vitrail de saint Nicolas
Pour un article plus général, voir Vitraux de Chartres.
Le vitrail de saint Nicolas est un vitrail gothique de la cathédrale Notre-Dame de Chartres, situé dans la partie sud du déambulatoire, dans la « chapelle des confesseurs », autrefois appelée « chapelle de Saint Nicolas » en raison de la popularité de ce saint et du caractère central que le vitrail y occupe.
Le vitrail est inscrit aux monuments historiques dès son premier inventaire de 1840 ; il fait partie de la « chatoyante parure de vitraux des XIIe et XIIIe siècles [qui] en font un chef-d'œuvre exceptionnel et remarquablement bien conservé » et pour laquelle la cathédrale est classée au patrimoine mondial.

## Description d'ensemble

### Composition du vitrail

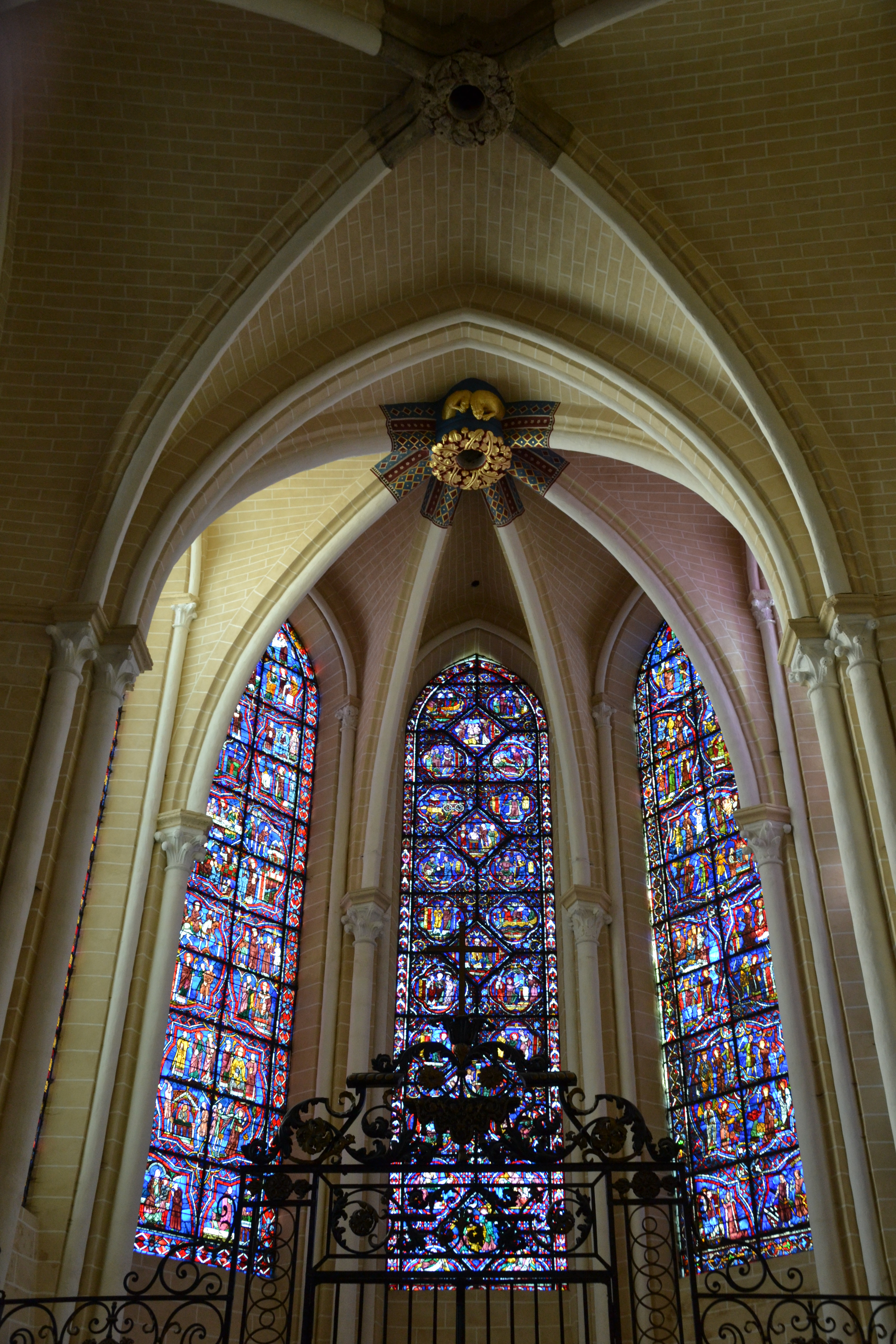
Chapelle des confesseurs : le vitrail de saint Nicolas est au centre.

Le vitrail de 8,83 × 2,09 m est situé derrière une grille dans la petite « Chapelle des confesseurs », la deuxième rencontrée dans le déambulatoire sud de la cathédrale Notre-Dame de Chartres; dans laquelle il occupe la position centrale. Il s'inscrit dans une lancette de style gothique. Il est numéroté 014 dans le Corpus vitrearum. Il partage cette chapelle avec quatre autres lancettes : saint Thomas Becket (la plus à droite), saintes Catherine et Marguerite (au centre droit), saint Rémi (à gauche) et une grisaille (la plus à gauche) représentant le miracle des trois petits enfants.
La verrière date de la reconstruction de la cathédrale après l'incendie de 1194. Selon la chronologie traditionnelle, elle peut être datée entre 1215 et 1225.
L'étage inférieur avait été détruit en 1791, pour laisser place à un retable surmontant un autel qui avait alors été construit au pied du vitrail. Les cinq panneaux inférieurs sont donc modernes, réalisés en 1924 par l'atelier Lorin. Le vitrail a été restauré en 1921 par Gaudin, puis à nouveau en 1996-1997.
Son squelette métallique est relativement sobre. Il est formé de cinq grand étages sensiblement carrés, séparés par des barlotières horizontales. Chaque étage est redivisé en cinq panneaux historiés, quatre panneaux latéraux aux quatre coins de l'étage, et un panneau central en forme de losange dont les pointes sont posées à mi-parcours des côtés des panneaux angulaires.
Venant briser cette régularité, les deux coins inférieurs ne sont présents qu'à mi-hauteur, le panneau central en losange s'appuyant directement sur la bordure inférieure. De même, au sommet du vitrail, le dernier étage est contraint par la forme de la voûte en ogive, et est complété par une pointe contenant le dernier quadrilobe.

### Motifs des vitraux
Dans chaque étage, le losange central présente une scène sur fond bleu, bordée de deux bordures rouge et bleue et d'un filet blanc. Les quatre panneaux angulaires présentent leur scène de même, sur fond bleu, dans un quadrilobe dessiné par deux bordures rouge et bleue et un filet blanc.
Le fond est formé par une mosaïque à carrés et fleurons : sur un fond bleu, un réseau à maille carrée est formé par des fleurs au cœur bleu carré, bordé par quatre pétales rouge en demi-cercle, eux-mêmes séparés par quatre pétales blancs en quart de cercle. Toutes les pièces du fond sont ornées de motifs floraux en grisaille.
Aux deux extrémités diagonales des panneaux angulaires, le fond laisse place à un motif complexe qui réalise un quadrilobe au centre de la séparation des étages, et un demi-quadrilobe le long de la bordure à mi-étage.
La bordure présente sur fond bleu des motifs floraux complexes, où alternent des feuilles brunes supportant des fleurs à réceptacles verts d'où sortent des pétales rouges et blancs, et des feuilles blanches supportant des petits pétales rouges. La bordure est elle-même bordée de deux bandes rouge et blanche côté intérieur, et d'une bande rouge côté extérieur.

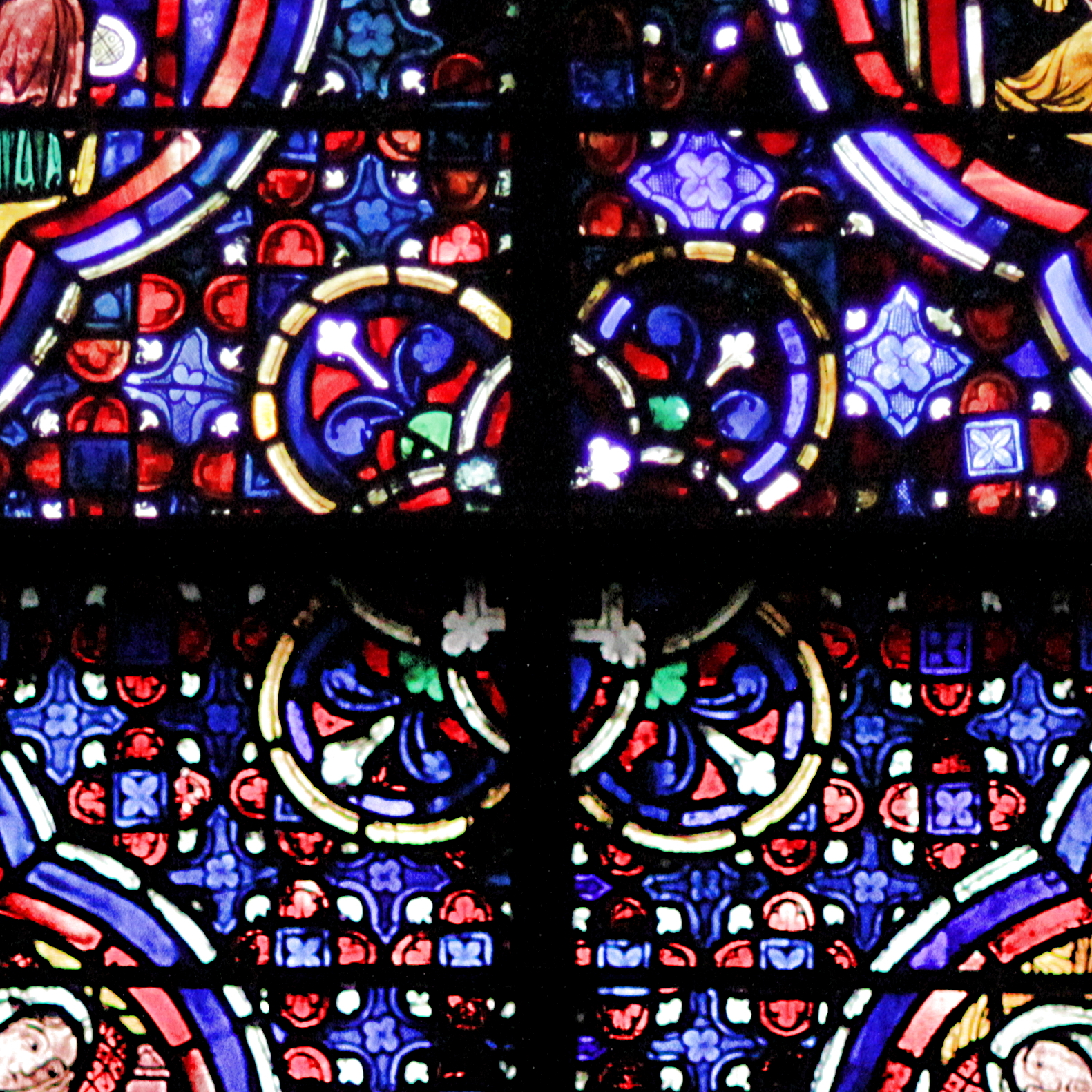
Fond et motif quadrilobé.
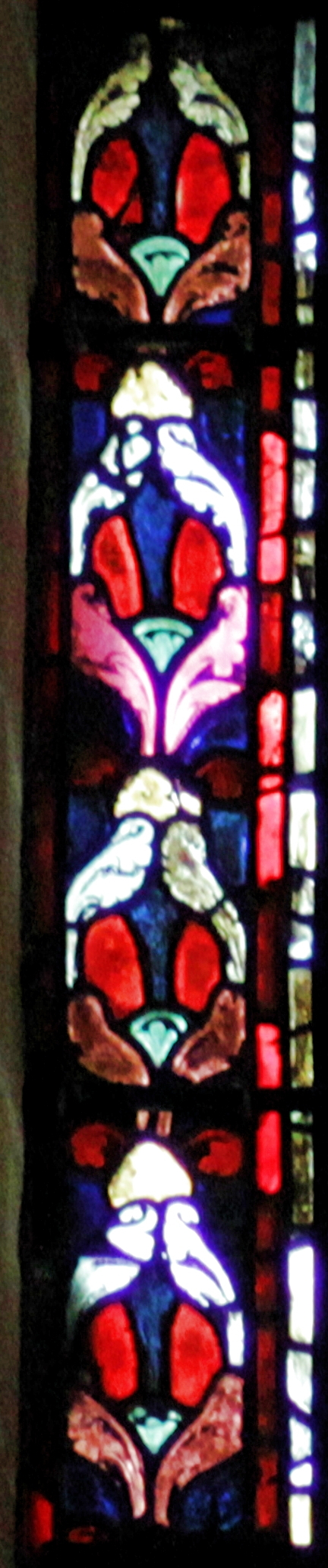
Motif floral de la bordure.

### Thématique: Saint Nicolas
Saint Nicolas est né à Patara, en Lycie (au sud de l'actuelle Turquie) vers 270, et est mort à Myre (en Lycie) en 345. Évêque de Myre, il a probablement participé au premier concile de Nicée au cours duquel il combat l'arianisme. Son culte est attesté depuis le VIe siècle en Orient, et se répand en Occident depuis l'Italie à partir du XIe siècle.
Canonisé, il a été proclamé protecteur de nombreuses nations et de nombreux corps de métiers, il est un personnage populaire de l'hagiographie chrétienne.
Le vitrail suit un manuscrit du XIIe siècle provenant de l'abbaye Saint-Laumer de Blois, dont l'abbé était chanoine de Chartres.
Deux autres verrières de la cathédrale sont consacrées à la légende de saint Nicolas : les baies 39 (dans la nef en face de la chapelle de Vendôme) et 29a (lancette droite de la chapelle Notre-Dame du Pilier, dans le nord du déambulatoire). Il orne également la grisaille de la chapelle des confesseurs, par le miracle des trois enfants (baie 10). Il est de plus représenté dans la baie 137 des verrières hautes de la nef.
Selon les ressources iconographiques mises à disposition par le Centre André-Chastel, il serait, hormis le Christ, le personnage le plus représenté dans la cathédrale (446 occurrences).

## Description des panneaux

### Premier étage restauré
|  |  |  |

Les Cinq panneaux du bas, détruits en 1791 pour mettre en place un retable, ont été reconstitués par Lorin en 1924. Les deux demi-quadrilobes du bas représentaient très probablement les donateurs, suivant la composition classique des vitraux de cette époque, mais leur contenu est à présent perdu. Ils ont été remplacés par deux anges vantant les mérites de saint Nicolas à travers leur banderole :
« Cater-vatim ruunt populi cernere cupientes  / quae per eum fiunt mirabilia »
C'est un extrait de l'office de saint Nicolas, qui raconte comment une huile sainte sourd de son tombeau de marbre et guérit les aveugles, les sourds et les éclopés, et le verset du répons conclut « les peuples accourent en foule, désirant voir que des miracles sont accomplis par elle ».
Au centre, deux anges tiennent un écu dont le texte rappelle que le bas de la verrière « que des mains sans respect avaient détruit » a été restauré en 1924 grâce aux dons des habitants.

### Naissance de Nicolas
Ces deux premiers panneaux ont été reconstruits par Lorin en 1924, en fonction de la description qu'en avait donné Pintard.. Ils s'inspirent pour leur thématique du vitrail de la vie de la Vierge, montrant la scène de sa nativité et celle du premier bain (dans son étage iii).
Naissance de Saint Nicolas
« Nicolas, citoyen de la ville de Patras, était né de parents riches et pieux. Son père s’appelait Épiphane, sa mère Jeanne. Ses parents, après l’avoir enfanté dans la fleur de leur âge, s’abstinrent ensuite de tout contact charnel. »
Le premier panneau représente Nicolas, déjà nimbé de rouge (la couleur liturgique du martyre), dans les bras d'une servante. Il est présenté à sa mère, étendue sur un lit et se remettant de son accouchement, et à son père assis au pied de ce lit. Quelques colonnades et arcades montrent que c'est une scène d'intérieur.
L'auréole ornant Nicolas dans ce panneau signifie qu'il a été choisi par Dieu dès sa naissance, démontrant de ce fait la grandeur de sa sainteté.
Premier bain de Nicolas
« Le jour même de sa naissance, Nicolas, comme on le baignait, se dressa et se tint debout dans la baignoire »
Le quadrilobe présente une scène où l'on voit avant tout Nicolas, reconnaissable à son auréole, s'apprêtant à se mettre debout comme la légende l'affirme ; il est représenté ici avant l'immersion, en position assise. À droite, une servante s’apprête à envelopper le nouveau-né d'un linge.
Du côté gauche, le panneau représente la mère de Nicolas; épuisée par l'accouchement et allongée sur un lit ; le personnage qui la réconforte est probablement le père de Nicolas.
C'est le dernier des panneaux reconstitués par Lorin au XXe siècle, les panneaux suivants sont du XIIe siècle.

### Enfance de Nicolas
Nicolas refuse de téter
« Durant toute son enfance il ne prenait le sein que deux fois par semaine, le mercredi et le vendredi »
Bien que nous suivions normalement Wikisource, la version prêtée ici à Jacques de Voragine dans la traduction de Théodore de Wyzewa paraît étrange, dans la mesure où les mercredis et vendredis sont précisément les jours traditionnels de jeûne monacal. Une autre version plus réaliste de ce jeûne est que Nicolas n'acceptait d'être allaité qu'une seule fois ces jours-là (insuper quarta et sexta feria tantum semel sugebat ubera).
Le panneau montre au centre la mère de Nicolas lui présentant le sein ; Nicolas, nimbé de rouge, se détourne et d'un geste de la main repousse le sein offert. À droite, le père de Nicolas, coiffé d'un bonnet conique, regarde la scène d'un air perplexe. Au-dessus d'eux, une main divine sort d'un nuage pour désigner Nicolas, signifiant par là que celui-ci a été choisi dès l'enfance.
Bien que la scène inclut un nuage, c'est une scène domestique d'intérieur. Les deux personnages sont assis sur un siège sans dossier. La porte à gauche, dont l'ouverture est conventionnellement représentée en rouge, est probablement celle de la maison, dont on voit une colonne à droite. Au sol, l'inscription désigne « St NICOLAVS » (le "U" latin se confond avec le "V"), mais on peut voir par ses défauts d'alignement que le bandeau a été brisé et maladroitement restauré.
Nicolas le bon élève
« Devenu grand, il évitait les divertissements, et préférait fréquenter les églises; il retenait dans sa mémoire tout ce qu'il y pouvait apprendre de l’Écriture sainte. »
Le panneau représente Nicolas, reconnaissable à son auréole rouge, au premier rang des trois élèves penchés sur leur livre. À droite, le maître enseignant lève l'index droit en signe d'autorité, et tient une férule dans sa main gauche. Au-dessus de la scène, une main divine sortant d'un petit nuage désigne Nicolas.
La scène se place à l'intérieur d'un édifice religieux, dont on voit au sommet du panneau un dôme surmonté d'une croix, accosté à gauche par le sommet d'une cheminée verte. De part et d'autre de la scène, deux ouvertures sur fond rouge représentent les fenêtres de la salle de cours. La bande blanche figurant le sol porte en grisaille « StN-ICOLA/SΛ », la fin du bandeau brisée portant le "VS" ayant été restaurée à l'envers.
La charité de St Nicolas
« Après la mort de ses parents, il commença à penser quel emploi il ferait de ses grandes richesses, pour procurer la gloire de Dieu, sans avoir en vue la louange qu'il en retirerait de la part des hommes. Un de ses voisins avait trois filles vierges, et que son indigence, malgré sa noblesse, força à prostituer, afin que ce commerce infâme lui procurât de quoi vivre. Dès que le saint eut découvert ce crime, il l’eut en horreur, mit dans un linge une somme d'or qu'il jeta, en cachette, la nuit par une fenêtre dans la maison du voisin et se retira. Cet homme à son lever trouva cet or, remercia Dieu et maria son aînée. Quelque temps après, ce serviteur de Dieu en fit encore autant. Le voisin, qui trouvait toujours de l’or, était extasié du fait; alors il prit le parti de veiller pour découvrir quel était celui qui venait ainsi à son aide. Peu de jours après, Nicolas doubla la somme d'or et la jeta chez son voisin. Le bruit fait lever celui-ci, et poursuivre Nicolas qui s'enfuyait : alors il lui cria : “Arrêtez, ne vous dérobez pas à mes regards.” Et en courant le plus vite possible, il reconnut Nicolas; de suite il se jette à terre, veut embrasser ses pieds. Nicolas l’en empêche et exige de lui qu'il taira son action tant qu'il vivrait. »
Cette histoire démontrant la charité de saint Nicolas était très populaire, elle occupe ici la position clef du panneau central, en conclusion de cette première série consacrée à l'enfance exemplaire de Nicolas.
De part et d'autre d'un grand mur vertical central, la scène superpose un décor d'extérieur avec l'arbre rouge figurant à droite sur une colline verte, et un intérieur identifiable par la toiture rejoignant le mur en haut du panneau. On y voit Nicolas, à gauche reconnaissable à son auréole rouge, passant la main à travers une fenêtre percée dans le mur de la maison, pour jeter trois pièces d'or à l'intérieur, sur les trois filles endormies figurées à gauche. Le père des jeunes filles a été réveillé par le bruit, il est redressé et s'apprête à interpeller Nicolas. La famille dort sur un lit collectif, à la manière des paysans pauvres de l'époque.
Au sol, le bandeau désignant simplement « NICOLAVS » semble avoir perdu sa partie gauche, maladroitement restaurée par une pièce rapportée.

### Élection de l'évêque de Myre
Nicolas se rend à l'église
« L'évêque de Myre vint à mourir sur ces entrefaites ; les évêques s'assemblèrent pour pourvoir à cette église. Parmi eux se trouvait un évêque de grande autorité, et l’élection dépendait de lui. Les ayant avertis tous de se livrer au jeûne et à la prière, cette nuit-là même il entendit une voix qui lui disait de rester le matin en observation à la porte; celui qu'il verrait entrer le premier, dans l’église, et qui s'appellerait Nicolas, serait l’évêque qu'il devait sacrer. Il communiqua cette révélation à ses autres collègues, et leur recommanda de prier, tandis que lui veillerait à la porte. Ô prodige! à l’heure de matines, comme s'il était conduit par la main de Dieu, le premier qui se présente à l’église, c'est Nicolas. »
Le panneau montre Nicolas, reconnaissable à son auréole rouge, agenouillé dans une attitude de prière entre deux bâtiments dont l'ouverture des portes est représentée en rouge. À gauche, l'église de Myre, surmontée d'un dôme, s'ouvre derrière une porte dorée monumentale. À droite, l'autre bâtiment est probablement le domicile que Nicolas vient de quitter. Au-dessus de lui, une main divine sort d'un nuage céleste pour le désigner comme l'élu.
Symboliquement, Nicolas est agenouillé sur un pont, dont on voit l'arche à ses pieds, qui symbolise la transition qu'il est en train d'effectuer entre la vie laïque, représentée par son ancien domicile, et la vie religieuse qui l'attend derrière la porte de la cathédrale.
Un clerc aborde Nicolas
« L'évêque l’arrêtant : “Comment t'appelles-tu”, lui dit-il? Et lui; qui avait la simplicité d'une colombe, le salue et lui dit : “Nicolas, le serviteur de votre sainteté”. »
Le panneau représente une scène de dialogue entre trois personnages. Au centre, Nicolas a encore un genou à terre et semble indiquer qu'il veut aller à gauche ; les deux clercs qui l'encadrent montrent au contraire qu'il doit aller vers la droite, et pointent du doigt la direction du ciel. Celui de gauche tient un bréviaire, insigne de son état.
La barre au-dessus du groupe semble être le sommet d'un mur, marquant probablement que la scène se déroule dans l'enclos épiscopal mais avant la cathédrale proprement dite, peut-être dans un cloître attenant à la cathédrale. À droite, une ouverture représentée en rouge marque l'entrée de la cathédrale proprement dite.
Nicolas est conduit à l'autel
« On le conduit dans l’église, et malgré toutes ses résistances, on le place sur le siège épiscopal. »
Les trois panneaux suivants représentent in fine l'ordination de Saint Nicolas comme évêque de Myre, mais leur progression rappelle aussi subtilement la hiérarchie des trois ordres sacrés, diacre au premier degré, puis prêtre, et enfin évêque.
Dans le panneau de gauche, on retrouve le groupe de trois personnages, cette fois-ci à l'intérieur de la cathédrale. L'ouverture rouge de la porte dorée se situe derrière eux sur la gauche, et on voit devant eux deux piliers de la nef. Le groupe est toujours en pleine discussion ; le clerc de gauche dans une attitude d'enseignement, celui de droite invitant à continuer de l'avant. Nicolas, au centre, est représenté dans une attitude humble et surprise. Il tient à présent un livre, suggérant que Nicolas vient de recevoir une première ordination comme diacre, dont l'insigne est alors de porter un bréviaire.
Dans le panneau de droite, toujours encadré de ses deux acolytes, Nicolas est représenté à genoux devant l'autel, présentant un livre dans ses mains. Le personnage de gauche a fini de l'instruire, et celui de droite continue de désigner le ciel. La liturgie eucharistique devant l'autel étant la fonction propre du prêtre, on peut comprendre que ce panneau représente l'accès de Nicolas à ce deuxième degré des ordres sacrés, celui de la prêtrise ; et qu'il est à présent en train d'exercer son sacerdoce en tenant un missel.
Nicolas trône évêque
« Pour lui, il pratique, comme auparavant, l’humilité et la gravité de mœurs en toutes ses œuvres; il passait ses veilles dans la prière, mortifiait sa chair, fuyait la compagnie des femmes; il accueillait tout le monde avec bonté; sa parole avait de la force, ses exhortations étaient animées, et ses réprimandes sévères. On dit aussi, sur la foi d'une chronique, que Nicolas assista au concile de Nicée. »
Dans ce panneau central, Nicolas est représenté au centre avec ses attributs d'évêque : il trône sur sa cathèdre, est coiffé d'une mitre et porte un pallium autour du cou, et tient un évangéliaire, marquant que la fonction propre d'un évêque est d'annoncer l'évangile. Il est entouré de part et d'autre par deux autres évêques, reconnaissables à leur mitre. Celui de gauche tient la crosse épiscopale qu'il s'apprête à remettre à Nicolas, insigne de la charge qu'a l'évêque d'être le « berger » responsable du troupeau qu'est la communauté chrétienne locale. Celui de droite tient un livre à la main, il s'agit en l'occurrence d'un pontifical dans lequel il suit la liturgie de l'ordination des évêques.
La scène représentée par ce panneau est donc celle de l'ordination et de l'installation de Nicolas comme évêque de Myre.
Ce panneau est doublement central : centré verticalement il achève la série décrivant l'élection de Nicolas comme évêque, mais sa position centrale au centre géométrique du vitrail montre que cette fonction épiscopale est le centre même de sa vie.

### Multiplication du blé
« En un certain temps, toute la province du diocèse de saint Nicolas fut frappée d’une terrible famine, à tel point que personne n’avait rien à manger. Là-dessus l’homme de Dieu apprend que des vaisseaux, chargés de grains, stationnent dans le port. Il s’y rend aussitôt et demande aux gens de l’équipage de venir en aide aux affamés, ne serait-ce qu’en leur abandonnant cent muids de grain par vaisseau. Mais eux : « Père, nous ne l’osons pas, car notre cargaison a été mesurée à Alexandrie, et nous devons la livrer tout entière aux greniers impériaux ! » Le saint leur, répondit : « Faites pourtant ce que je vous dis, et je vous promets, au nom de Dieu, que les douaniers impériaux ne trouveront aucune diminution dans votre cargaison ! » Et ces hommes firent ainsi ; et, lorsqu’ils furent arrivés à leur destination, ils livrèrent aux greniers impériaux la même quantité de grain qui avait été mesurée à Alexandrie. Ils virent le miracle, le publièrent, et glorifièrent Dieu dans la personne de son serviteur. Or le blé dont ils s’étaient dessaisis fut distribué par Nicolas suivant les besoins de chacun, et de façon si miraculeuse, que non seulement il suffit pendant deux ans à nourrir la région, mais qu’il put encore servir à d’abondantes semailles. »

### Conversions des juifs
Un juif prête de l'argent
« Certain homme avait emprunté de l’argent à un Juif, en lui jurant, sur l’autel de saint Nicolas, de le lui rendre aussitôt que possible. Et comme il tardait à rendre l’argent, le Juif le lui réclama : mais l’homme lui affirma le lui avoir rendu. Il fut traîné devant le juge, qui lui enjoignit de jurer qu’il lui avait rendu l’argent. »
La scène montre à gauche le prêteur juif, reconnaissable à sa kippa, tendant un sac d'or à son emprunteur. Celui-ci étend la main gauche sur l'autel de Saint Nicolas, massif doré posé sur un piédestal à droite du panneau.
L'artiste a rendu un contraste saisissant entre les deux personnages, le juif étant traité en bon père de famille, regardant son client droit dans les yeux ; et l'emprunteur fourbe traité au contraire avec un regard fuyant, reflétant sa duplicité.
Le faux serment de l'emprunteur
« Or l’homme avait mis tout l’argent de sa dette dans un bâton creux, et, avant de jurer, il demanda au Juif de lui tenir son bâton. Après quoi il jura qu’il avait rendu son argent. Et, là-dessus, il reprit son bâton, que le Juif lui restitua sans le moindre soupçon de sa ruse. »
La scène est presque la reprise de la scène précédente : le même marchand juif est face au même emprunteur, et le même jeu de regards oppose le juif écoutant sincèrement son client, et l'emprunteur fourbe au regard fuyant. Entre les deux, un grand bâton vertical est tenu par les deux personnages. C'est le bâton creux de la légende, dans lequel l'emprunteur fourbe a caché la somme empruntée ; l'emprunteur peut donc jurer « en bonne conscience » avoir remis l'argent entre ses mains ; mais il s'apprête à le tromper en reprenant aussitôt son bâton.
Contrairement à la composition du panneau précédent, l'emprunteur fourbe a ici les bras croisés, le croisement est traditionnellement interprété comme un geste destiné à annuler l'effet de l'engagement verbal. On peut comprendre qu'initialement l'emprunteur avait effectivement l'intention de rendre l'argent, mais que dans cette scène, il a parfaitement conscience d'être en train de tromper son prêteur.
Les contes et récits du Moyen Âge fourmillent de récits où un trompeur astucieux se libère de son engagement par un trait d'esprit imprévu ; il s'agit généralement de contrats passés avec le Diable, où ce dernier se fait systématiquement duper, pour la plus grande joie du public. Mais ici, la morale de l'histoire est inversée : le rôle du « Diable » n'est pas celui qu'on pense, et c'est le dupeur qui sera finalement puni.
Mort de l’escroc
« Mais voilà que le fraudeur, rentrant chez lui, s’endormit en chemin et fut écrasé par un chariot, qui brisa en même temps le bâton rempli d’or. Ce qu’apprenant, le Juif accourut : mais bien que tous les assistants l’engageassent à prendre l’argent, il dit qu’il ne le ferait que si, par les mérites de saint Nicolas, le mort était rendu à la vie : ajoutant que lui-même, en ce cas, recevrait le baptême et se convertirait à la foi du Christ. Aussitôt le mort revint à la vie ; et le Juif reçut le baptême. »
Le panneau représente l'escroc qui vient de se faire écraser par un char à bœufs, son bâton brisé laissant s'échapper des pièces d'or sous forme de rondelles marquées d'une croix.
La chute de l'histoire est remarquable : contrairement aux déroulements classiques des fabliaux du Moyen Âge, le fraudeur perfide est puni par ce qui semble être un châtiment divin. Mais —rebondissement inattendu— le prêteur ne se contente pas de récupérer son dû : manifestant une charité exemplaire, il exige de plus que Nicolas fasse un miracle et ressuscite le tricheur! Le « bon juif » finit par se faire baptiser, thème reflétant l'effet de l'apostolat de Nicolas sur la conversion des juifs de la diaspora, au IVe siècle.
Pour le public du XIIIe siècle, le prêteur juif est une figure commune : les règles de l’Église interdisant aux chrétiens de prêter à intérêt, les prêteurs sont à cette époque des Juifs ou des Lombards, qui ne sont pas tenus à cette obligation. Dans ce contexte, le message de la Légende dorée repris par le présent panneau est clair : ces prêteurs sont de « bonnes gens », et les tromper expose à encourir les foudres divines. En effet, l'Occident au XIIIe siècle voit une forte évolution de la société, la noblesse féodale ayant un grand besoin d'argent pour partir en croisade, et le pouvoir économique basculant des seigneurs féodaux vers les marchands et bourgeois. Dans ce contexte, il était indispensable de marquer publiquement la nécessaire protection des banquiers prêteurs, qu'ils soient Juifs, Lombards ou autre : ils sont sous la protection des puissants de ce monde.
L'image battue
« Un autre Juif, voyant le pouvoir qu’avait saint Nicolas d’opérer des miracles, plaça dans sa maison une image de ce saint. Et lorsqu’il avait à sortir pour quelque longue absence, il disait à l’image : “Nicolas, je te confie la garde de mes biens ; que si tu ne veilles pas sur eux comme je l’exige, je me vengerai en te rouant de coups !” Or un jour, en l’absence du Juif, des voleurs arrivent qui emportent tout, ne laissant que l’image. Et le Juif, lorsqu’il se voit dépouillé, dit à l’image : “Seigneur Nicolas, ne t’avais-je pas installé dans ma maison pour garder mes biens ? Pourquoi donc ne l’as-tu pas fait ? C’est toi qui paieras pour les voleurs ! Je vais te rouer de coups : cela refroidira ma rage !” Et il se mit à frapper cruellement la statue. Alors le saint apparut aux voleurs, qui se partageaient les dépouilles du Juif, et leur dit : “Voyez comme j’ai été battu à cause de vous ! Mon corps en est encore tout bleu ! Allez vite rendre ce que vous avez pris : faute de quoi la colère de Dieu retombera sur vous et vous serez pendus.” Et les voleurs : “Qui es-tu donc, toi qui nous dit tout cela ?” Et lui : “Je suis Nicolas, serviteur du Christ ; et celui qui m’a mis en cet état est le Juif que vous avez volé.” Effrayés, ils courent chez le Juif lui racontent leur vision, apprennent de lui ce qu’il a fait à la statue, lui rendent tous ses biens, et rentrent dans la bonne voie, tandis que le Juif, de son côté, se convertit à la foi chrétienne. »
Conversion et baptême du juif
Le panneau central de cet étage montre la conclusion commune des deux histoires : le juif, édifié par les miracles remarquables de Saint Nicolas, se convertit et reçoit le baptême.
Le baptisé est au centre, plongé à mi-corps dans la cuve baptismale ; on peut noter la perspective curieuse qui semble limiter cette cuve à une petite bassine plate posée sur des piliers, laissant le bas du corps plongé dans une dimension alternative. À sa droite, le prêtre qui officie lui répand l'eau bénite sur la tête, ce qui est le geste propre du baptême, qui doit alors être accompagné des paroles « je te baptise au nom du Père, et du Fils, et du Saint Esprit ». À gauche, un diacre porte deux burettes d'huile ; il s'agit de l'huile des catéchumènes, rite complémentaire utilisé lors du baptême pour manifester que l'esprit pénètre le baptisé de la même manière que l'huile peut imbiber la pierre de l'autel consacré.
Ce panneau, centré sur l'axe du vitrail, est donc porteur d'un thème important: celui de la conversion. Dans le prolongement du panneau inférieur, où Nicolas trônait en habits d'évêque, il montre ici la dimension essentielle de son apostolat : la conversion des peuples par le baptême.

### Les « trois écoliers » de Saint Nicolas
Trois clercs arrivent à l'auberge
Cette légende des trois clercs ne figure pas dans le recueil de Jacques de Voragine et n'apparaît que tardivement vers le XIIe siècle. La première mention écrite se trouve dans l'histoire de Saint Nicolas de Wace. Il s'agit probablement d'une appropriation de Saint Nicolas, dont la popularité s'accrut à partir du XIe siècle, comme saint patron des écoliers itinérants. Nicolas étant déjà le saint protecteur des voyageurs maritime, et son enfance à la scolarité exemplaire a pu en faire un modèle pour les écoliers de l'époque. Ici, le nouveau saint patron des écoliers devait être populaire dans l'école de Chartres, alors à son apogée au XIIe siècle et qui attirait de nombreux étudiants de pays lointains.
« Trois clercs quittant leur pays allaient au loin suivre les cours de l'université. La nuit les surprit en cours de route, ils frappèrent à la porte d'une maison pour demander l'hospitalité. Un vieillard ouvrit la porte mais refusa de les laisser entrer. Ils s'adressèrent alors à sa femme, la suppliant de les recevoir, et ajoutant que Dieu la récompenserait en la rendant mère d'un fils. Touchée par leurs prières la vieille les fit rentrer. »
Le panneau représente à gauche trois clercs, reconnaissables à leur tonsure, qui s'adressent au personnage central pour lui demander l'hospitalité. Celui-ci retourne vers eux une figure grimaçante, et tient une grande hache à la main. Devant lui, à droite du panneau, une grande ouverture rouge marque la porte de sa maison, derrière laquelle on voit une fenêtre et des éléments de toiture.
L'aubergiste tue les trois écoliers
« Après leur souper, les clercs allèrent se coucher. Ils étaient plongés dans un profond sommeil quand leur hôte entra dans la chambre avec sa femme, les égorgea et pris leur argent. »
Le panneau représente à gauche les trois clercs, profondément endormis dans le lit collectif. Leur hôte, au centre, se penche sur eux et s'apprête à les assassiner. Derrière lui, sa femme est en train de lui murmurer des conseils à l'oreille.
Nicolas ressuscite les trois écoliers
« À peine le crime était-il consommé que saint Nicolas frappe à la porte et demande à rentrer. Il fut accueilli comme les trois clercs, et demande à manger de la viande fraîche. L'hôte lui assure qu'il n'y en a pas. “Tu mens”, répond Nicolas, “Tu as de la viande fraîche que tu t'es procuré par un crime, l'amour de l'or t'a fait commettre un meurtre.” Le vieillard et sa femme, voyant qu'ils étaient découverts, se jetèrent au pieds de Nicolas en demandant pardon. Nicolas leur dit de prier et de se repentir ; il fit apporter les corps des victimes et les ressuscita. »
Le panneau représente à droite Nicolas, reconnaissable à son auréole rouge, sa mitre et sa crosse épiscopale. Il est en train de bénir au centre les trois jeunes clercs, représentés nus et sortant à mi-corps d'une bassine. Derrière eux l'hôte joint les mains en un geste de supplication, et sa femme est prosternée aux pieds de Nicolas. Au-dessus d'eux le fer de hache pend encore au-dessus de la tête des trois jeunes gens. Derrière Nicolas, le grand rectangle rouge représente l'ouverture de la maison donnant sur l'extérieur.
La représentation des trois jeunes gens rappelle la représentation conventionnelle, dans les scènes de décès, des âmes sous la forme d'un petit enfant nu, la mort d'un saint étant considérée comme étant sa « naissance au ciel ». La composition de la scène de résurrection autour d'une bassine suggère de plus une liturgie baptismale, le baptême étant assimilé à une nouvelle naissance.

### L'enfant noyé
L'enfant du coupole pèlerin tombe à l'eau
« Un noble avait prié saint Nicolas de lui faire obtenir un fils, promettant qu’en récompense il se rendrait avec son fils au tombeau du saint et lui offrirait un vase d’or. Le noble obtient un fils et fait faire un vase d’or. Mais ce vase lui plaît tant qu’il le garde pour lui-même et, pour le Saint, en fait faire un autre d’égale valeur. Puis il s’embarque avec son fils pour se rendre au tombeau du saint. En route le père ordonne à son fils d’aller lui prendre de l’eau dans le vase qui d’abord avait été destiné à saint Nicolas. Aussitôt le fils tombe dans la rivière et se noie. Mais le père, malgré toute sa douleur, n’en poursuit pas moins son voyage. »
L'enfant est rendu par Nicolas
« Parvenu dans l’église de saint Nicolas, il pose sur l’autel le second vase ; au même instant une main invisible le repousse avec le vase, et le jette à terre : l’homme se relève, s’approche de nouveau de l’autel, est de nouveau renversé. Et voilà qu’apparaît, au grand étonnement de tous, l’enfant qu’on croyait noyé. Il tient en main le premier vase, et raconte que, dès qu’il est tombé à l’eau, saint Nicolas est venu le prendre, et l’a conservé sain et sauf. Sur quoi le père, ravi de joie, offre les deux vases à saint Nicolas. »